# Бариано
Бариано (итал. Bariano) — коммуна в Италии, располагается в регионе Ломбардия, подчиняется административному центру Бергамо.
Население составляет 3940 человек (на 2001 г.), плотность населения составляет 595 чел./км². Занимает площадь 7 км². Почтовый индекс — 24050. Телефонный код — 0363.
Покровителями коммуны почитаются святые Гервасий и Протасий, празднование 19 июня.